# Rääkjärv
Rääkjärv är en sjö i Estland.   Den ligger i landskapet Ida-Virumaa, i den östra delen av landet, 160 km öster om huvudstaden Tallinn. Rääkjärv ligger 53 meter över havet. I omgivningarna runt Rääkjärv växer i huvudsak blandskog.